# Añorbe
Añorbe – gmina w Hiszpanii, w Nawarze, o powierzchni 24,1 km². W 2011 roku gmina liczyła 586 mieszkańców.